# 帕敢镇区
帕敢镇区，又译帕甘镇区，是緬甸克欽邦莫寧縣下辖的一个鎮區。2014年人口331,708人，區域面積5,756.5平方公里。帕敢為該鎮区首府，而加邁為該鎮区最大城市。
加迈是该镇区下辖的一个分镇区。